# WFTY-DT
WFTY-DT é uma emissora de televisão estadunidense licenciada para Smithtown, Nova York, porém sediada em Teaneck, Nova Jersey, servindo a ilha de Long Island. Opera no canal 67 (23 UHF digital), e é afiliada da rede True Crime Network. Pertence a Univision Local Media, subsidiária da Univision Communications, que também é proprietária das emissoras irmãs WFUT-DT (canal 68), emissora da UniMás licenciada para Newark, e da WXTV-DT (canal 41), emissora da Univision licenciada pra Paterson. As três emissoras compartilham estúdios na Frank W. Burr Boulevard, em Teaneck, e o transmissor da WFTY-DT está localizado em Middle Island, Nova York.

## História

### WSNL-TV (1973-1987)

#### Primeira fase (1973-1975)
A emissora entrou no ar pela primeira vez no ar em 18 de novembro de 1973 com o prefixo WSNL-TV, originalmente licenciada para Patchogue, Nova York, pertencendo a Suburban Broadcasting Corporation. A emissora foi fundada com o objetivo de fazer uma melhor cobertura das notícias da região. A emissora entrou no ar com dois telejornais diários: Um telejornal de meia hora no início da noite e um telejornal de uma hora às 22 horas, além da cobertura de esportes do ensino médio. A emissora também transmitia alguns programas sindicados. Um desses programas foi a série Phil Donahue, que estava em distribuição nacional desde 1970, mas não estava disponível no mercado da cidade de Nova York desde que a WPIX (canal 11) havia deixado de exibir o programa, no mesmo ano. A emissora também transmitia jogos da equipe New York Stars da World Football League em 1974.
A emissora também produziu vários programas locais, como Chef Nicola (um programa de culinária apresentado por Nicola Zanghi), Home Handyman (um programa de reparos domésticos apresentado por David McDonough), Captain Ahab (um programa infantil durante a semana apresentado por George McCaskey, como o capitão), Ahab and Friends (um programa infantil de fim de semana de três horas e meia semelhante ao Wonderama da WNEW-TV, também apresentado por McCaskey, que apresentava desenhos, fantoches, jogos, concursos e outros entretenimento variados para seu público jovem), Mary Kelly's Puppet Party (infantil), Long Island Tonight com Richard Hall (variedades), e The Fairchilds of Long Island (uma novela produzida localmente que apresentava atores locais).
Depois de um ano de operação, a baixa receita da WSNL-TV resultou na redução de sua programação jornalística para boletins de cinco minutos que iam ao ar várias vezes ao dia, e o departamento encolheu para apenas alguns funcionários antes da emissora falir e sair do ar em 13 de junho de 1975.

#### Segunda fase (1979-1987)
A WSNL-TV voltou ao ar novamente quatro anos e meio depois, em 15 de dezembro de 1979, operando das 19h à meia-noite durante a semana e das 8h às 15h nos finais de semana. A emissora transmitia filmes antigos, programas independentes e programas religiosos.
Em 13 de janeiro de 1980, a emissora começou a transmitir um formato misto de programação independente e programação de TV paga da Wometco Home Theater, com quem a Suburban Broadcasting fechou um acordo de arrendamento de horário para a transmissão dos programas até que a venda da emissora por $ 3,6 milhões fosse concluída. A emissora também exibia uma programação comercial gratuita obrigatória, que consistia principalmente de filmes antigos, programas comunitários e um telejornal local, ancorado por Karl Grossman e Joan May.
Em 30 de janeiro de 1980, um incêndio elétrico quase destruiu os estúdios da emissora, forçando a emissora a sair do ar novamente. Em fevereiro, a Wometco Enterprises concluiu a compra da WSNL-TV, que em 2 de junho de 1980, quando voltou a operar, começou a retransmitir a programação da WWHT de Newark (agora WFUT-DT). No entanto, a emissora ocasionalmente interrompia a programação da WWHT para exibir um programa comunitário local, e em seguida voltava a repetir a programação da emissora.
Em 1984, um ano após a morte do fundador da Wometco, Mitchell Wolfson, a Kohlberg Kravis Roberts adquiriu a Wometco, junto com algumas outras empresas de radiodifusão. Em 1985, a WSNL-TV e a WWHT descontinuaram o entretenimento geral e a programação paga em favor de videoclipes, com a emissora mãe passando a usar a marca "U-68". 

### WHSI/WHSI-TV (1987-2002)
Em 1986, quando a KKR vendeu suas emissoras para várias outras empresas,a WWHT e a WSNL-TV foram vendidas para a Home Shopping Network (HSN). Em 23 de janeiro de 1987, a WSNL-TV tornou-se WHSI e a WWHT-TV tornou-se WHSE. A programação da HSN passou a ser transmitida em ambas as emissoras pelos quinze anos seguintes.
No final dos anos 90, o braço de radiodifusão da HSN, Silver King Television, planejou mudar suas emissoras para um formato independente de entretenimento geral, com a WHSE e a WHSI previstas para adotar o formato em 2001. Nesse ínterim, as emissoras passaram a exibir a programação das redes American Independent Network e Urban America Television. No final de 2000, entretanto, a USA Broadcasting, novo nome da Silver King após Barry Diller ter comprado a HSN e suas outras participações (fundindo-a com a USA Network), decidiu, em vez disso, vender suas emissoras para a Univision Communications.

### WFTY/WFTY-TV/WFTY-DT (2002-atual)
Em 14 de janeiro de 2002, as emissoras tornaram-se afiliadas da nova rede secundária da Univision, TeleFutura (que foi rebatizada como UniMás em janeiro de 2013). O prefixo da WHSE foi alterado para WFUT, e o prefixo da WHSI, para WFTY. Em 1° de janeiro de 2004, a emissora mudou seu prefixo para WFTY-TV, e em 23 de junho de 2009, o prefixo da emissora passou a ser WFTY-DT.
Em novembro de 2017, a emissora deixou de ser afiliada da UniMás, e passou a ser afiliada da Justice Network, que foi rebatizada para True Crime Network em 27 de julho de 2020.

## Sinal digital
| PSIP | Canal digital | Resolução de vídeo | Programação                                           |
| ---- | ------------- | ------------------ | ----------------------------------------------------- |
| 67.1 | 23 UHF        | 480i               | Programação principal da WFTY-DT / True Crime Network |
| 67.2 | 23 UHF        | 720p               | Simulcast da WFUT-DT / UniMás                         |
| 67.3 | 23 UHF        | 720p               | Simulcast da WXTV-DT / Univision                      |
| 67.4 | 23 UHF        | 480i               | Grit                                                  |
| 67.5 | 23 UHF        | 480i               | Court TV Mystery                                      |

A emissora passou a operar em sinal digital em janeiro de 2003.

### Transição para o sinal digital
Com base no decreto federal de transição das emissoras de TV estadunidenses do sinal analógico para o digital, a WFTY-DT descontinuou a programação regular em seu sinal analógico, no canal 67 UHF, em 12 de junho de 2009, como parte da transição ordenada pelo governo federal da televisão analógica para a digital.

## Programas
Atualmente, a emissora exibe integralmente a programação da True Crime Network. Vários programas compuseram a grade da emissora, e foram descontinuados:
- 67 Action News
- 67 Matinee Feature Film Theater
- 67 Premier Feature Film Theater
- Ahab and Friends
- Al Minuto TeleFutura Nueva York
- Captain Ahab
- Chef Nicola
- Home Handyman
- In Your Interest[19]
- Long Island Newsmakers
- Long Island Tonight
- Mary Kelly's Puppet Party
- Noticias 41 En Tu Comunidad[20]
- The Fairchilds of Long Island
- The Long Island HomeBuyer
- The Long Island High School Game of the Week
- Trim and Slim
- Wonderama